# 神楽つな
神楽 つな（かぐら つな、1977年3月12日 - ）は、群馬県生まれ、東京都立川市在住の漫画家。

## 人物・活動
- 双葉社などから発売されている「4コマ漫画王国」をはじめとしたテレビゲームに関するアンソロジーコミックなどを手がけている漫画家である。
- 秋田書店の『週刊少年チャンピオン』でも『電気頭脳園』の後をうけた連載記事『エリス&モリソン&パチの電遊日記』内でカット及び4コマ漫画を連載している。また、コミックマーケットやコミティアをはじめとする同人誌即売会でも同人作品を発表している。
- 2008年3月に自身初の単行本となる『こみ小話』第一巻を発行。
- 2004年に漫画家のまつやま登と結婚し、一児をもうけた[1]。

## 作品リスト
- 4コマまんが王国
  - ヨッシーストーリー
  - マリオパーティ
  - マリオパーティ2
  - ゼルダの伝説時のオカリナ
  - ゼルダの伝説ふしぎの木の実 大地の章・時空の章
  - ファイアーエムブレム 封印の剣
  - 星のカービィ64
  - マリオパーティ3
  - コロコロカービィ
  - どうぶつの森+
  - トマトアドベンチャー
  - マリオカート64（2巻のみ）
- バイトなう - 『週刊少年チャンピオン』2011年16号 - 21号
- こみ小話 - 『PC Angel neo』
- 太鼓の達人～毎日がお祭り日和～ - 『ファミ通DS+Wii』